# Rety
Réty redirige ici.
Pour les articles homonymes, voir Rety (homonymie).
Rety (nom officiel) orthographiée localement Réty, est une commune française située dans le département du Pas-de-Calais en région Hauts-de-France. Ses habitants sont appelés les Restusiens. La commune est membre de la communauté de communes de la Terre des Deux Caps.
La commune est située dans le bassin carrier de Marquise et dans le parc naturel régional des Caps et Marais d'Opale.

## Géographie

### Localisation
Localisée dans le nord-ouest du département du Pas-de-Calais, Rety est un bourg rural de la vallée de la Slack situé, à vol d'oiseau, à 5 km à l'est de la commune de Marquise et à 14 km au nord-est de la commune de Boulogne-sur-Mer (chef-lieu d'arrondissement).
Le territoire de la commune est limitrophe de ceux de sept communes.
Les communes limitrophes sont Ferques, Belle-et-Houllefort, Boursin, Fiennes, Hardinghen, Rinxent et Wierre-Effroy.

### Géologie et relief
La superficie de la commune est de 18,25 km2 ; son altitude varie de 12  à   120 m.

### Hydrographie

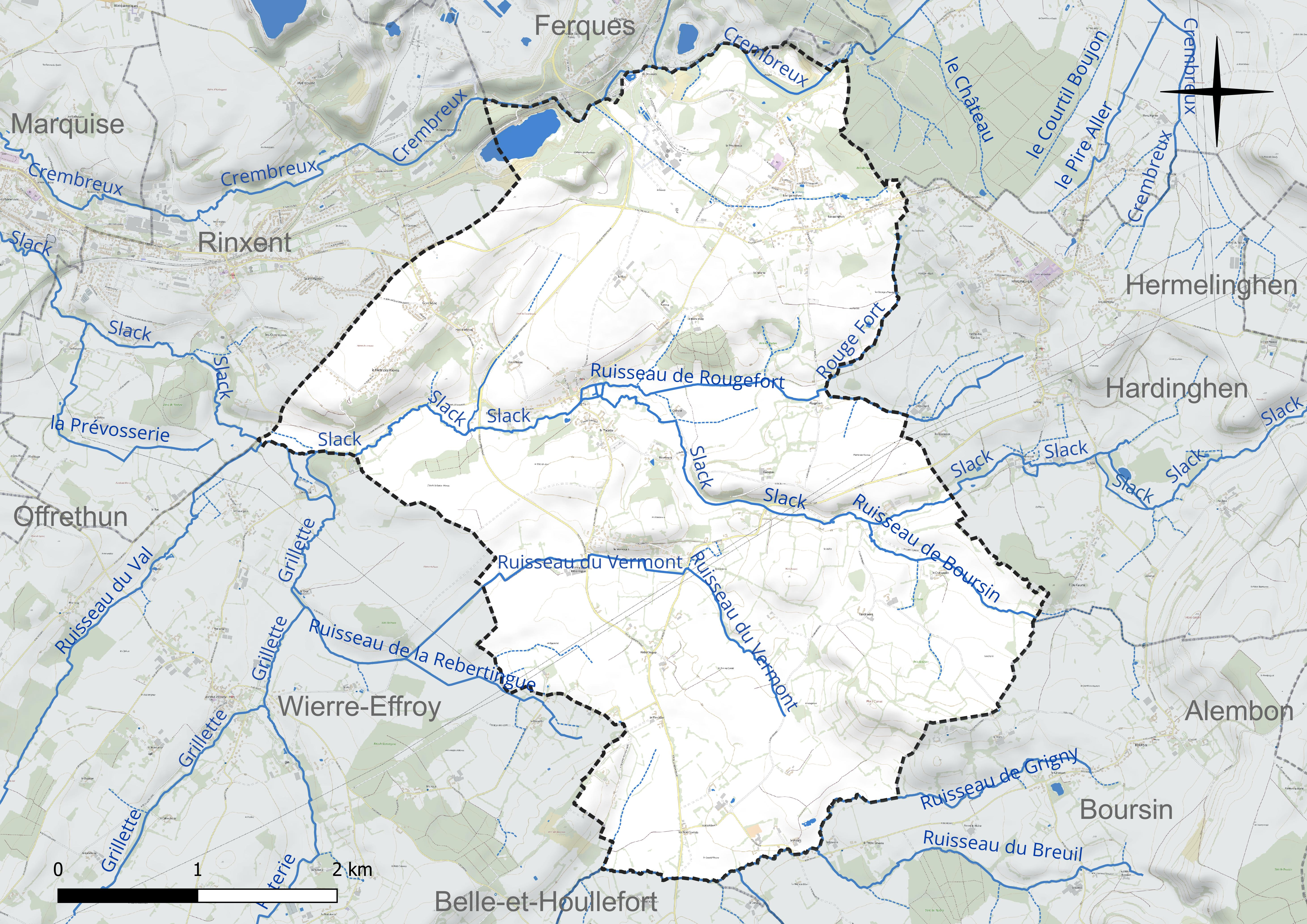
Réseau hydrographique de Rety.

La commune, située dans le bassin Artois-Picardie, est drainée par dix cours d'eau :
- le petit fleuve côtier, la Slack, d'une longueur de 21,78 km, qui prend sa source dans la commune de Hermelinghen et qui se jette dans la Manche au sud d'Ambleteuse[4] ;
- le Crembreux, d'une longueur de 13,32 km, qui prend sa source dans la commune d'Hardinghen et se jette dans la Slack au niveau de la commune de Marquise[5] ;
- le ruisseau de Grigny, d'une longueur de 7,8 km, qui prend sa source dans la commune de Boursin et se jette dans le Wimereux au niveau de la commune de Belle-et-Houllefort[6] ;
- le ruisseau du Vert Mont, d'une longueur de 3,74 km qui prend sa source dans la commune et se jette dans la ruisseau de la Rebertingue au niveau de la commune de Wierre-Effroy[7] ;
- le ruisseau de Boursin, d'une longueur de 3 km, qui prend sa source dans la commune de Boursin et se jette dans la Slack au niveau de la commune de Rety[8] ;
- le ruisseau de Rougefort, d'une longueur de 3,57 km, qui prend sa source dans la commune d’Hardinghen et se jette dans la Slack au niveau de la commune[9] ;
- le ruisseau du camp, d'une longueur de 2,75 km[10] ;
- les Broustats, d'une longueur de 2,21 km, qui prend sa source dans la commune de Ferques et se jette dans le Crembreux au niveau de la commune[11] ;
- le Rouge Fort, d'une longueur de 1,28 km qui prend sa source dans la commune et se jette dans le ruisseau de Boursin au niveau de la commune[12] ;
- le ruisseau de Castelbrune, d'une longueur de 0,63 km qui prend sa source dans la commune et se jette dans la Slack' au niveau de la commune[13].

### Paysages
Pour un article plus général, voir Paysage en France.
La commune s'inscrit dans le « paysage boulonnais » tel que défini dans l’atlas des paysages de la région Nord-Pas-de-Calais, conçu par la direction régionale de l'Environnement, de l'Aménagement et du Logement (DREAL),.
Ce paysage qui concerne 66 communes, se délimite : au Nord, par les paysages des coteaux calaisiens et du Pays de Licques, à l’Est, par le paysage du Haut pays d’Artois, et au Sud, par les paysages Montreuillois.
Le « paysage boulonnais », constitué d'une boutonnière bordée d’une cuesta définissant un pays d’enclosure, est essentiellement un paysage bocager composé de 47 % de son sol en herbe ou en forêt et de 31 % en herbage, avec, dans le sud et l’est, trois grandes forêts, celle de Boulogne, d’Hardelot et de Desvres et, au nord, le bassin de carrière avec l'extraction de la pierre de Marquise depuis le Moyen Âge et de la pierre marbrière dont l'extraction s'est développée au XIXe siècle.
La boutonnière est formée de trois ensembles écopaysagers : le plateau calcaire d’Artois qui forme le haut Boulonnais, la boutonnière qui forme la cuvette du bas Boulonnais et la cuesta formée d’escarpements calcaires.
Dans ce paysage, on distingue trois entités :
- les vastes champs ouverts du Haut Boulonnais ;
- le bocage humide dans le Bas Boulonnais ;
- la couronne de la cuesta avec son dénivelé important et son caractère boisé[15].

### Climat
Pour des articles plus généraux, voir Climat des Hauts-de-France et Climat du Nord-Pas-de-Calais.
En 2010, le climat de la commune est de type climat océanique franc, selon une étude du Centre national de la recherche scientifique (CNRS) s'appuyant sur une série de données couvrant la période 1971-2000. En 2020, Météo-France publie une typologie des climats de la France métropolitaine dans laquelle la commune est exposée à un climat océanique et est dans la région climatique Côtes de la Manche orientale, caractérisée par un faible ensoleillement (1 550 h/an) ; forte humidité de l’air (plus de 20 h/jour avec humidité relative > 80 % en hiver), vents forts fréquents.
Pour la période 1971-2000, la température annuelle moyenne est de 10,5 °C, avec une amplitude thermique annuelle de 12,4 °C. Le cumul annuel moyen de précipitations est de 860 mm, avec 12,7 jours de précipitations en janvier et 8,1 jours en juillet. Pour la période 1991-2020, la température moyenne annuelle observée sur la station météorologique la plus proche, située sur la commune de Licques à 12 km à vol d'oiseau, est de 10,5 °C et le cumul annuel moyen de précipitations est de 1 138,1 mm,. Pour l'avenir, les paramètres climatiques de la commune estimés pour 2050 selon différents scénarios d'émission de gaz à effet de serre sont consultables sur un site dédié publié par Météo-France en novembre 2022.

### Milieux naturels et biodiversité

#### Espace protégé
La protection réglementaire est le mode d’intervention le plus fort pour préserver des espaces naturels remarquables et leur biodiversité associée.
Dans ce cadre, la commune fait partie d'un espace protégé : le parc naturel régional des Caps et Marais d'Opale, d’une superficie de 132 499 ha réparties sur 154 communes, géré par le syndicat mixte d'aménagement et de gestion du parc naturel régional des Caps et Marais d'Opale.

#### Zones naturelles d'intérêt écologique, faunistique et floristique
L’inventaire des zones naturelles d'intérêt écologique, faunistique et floristique (ZNIEFF) a pour objectif de réaliser une couverture des zones les plus intéressantes sur le plan écologique, essentiellement dans la perspective d’améliorer la connaissance du patrimoine naturel national et de fournir aux différents décideurs un outil d’aide à la prise en compte de l’environnement dans l’aménagement du territoire.
Le territoire communal comprend quatre ZNIEFF de type 1 :
- la vallée du Wimereux entre Wimille et Belle-et-Houllefort. Cette partie de la vallée du Wimereux, située au nord de la RN 42, en marge de la cuvette du bas Boulonnais, marque les limites entre les terrains jurassiques et le bassin calcaire de Marquise-Rinxent[24].
- le bois de Fiennes, le bois de Beaulieu et la carrière de la Parisienne. Cette ZNIEFF est en limite orientale du bassin de Marquise, exploité pour l’extraction du marbre[25] ;
- le bois et les affleurements du Haut Banc et de la vallée Heureuse, d’une superficie de 45 ha et d'une altitude variant de 25  à   75 mètres. Ce site, enclavé entre le lac d’exploitation au sud et la carrière de la vallée Heureuse, nous montre ce qu'était le paysage et les écosystèmes de la vallée[26] ;
- la vallée de la Slack entre Rinxent et Rety, d’une superficie de 541 ha et d'une altitude variant de 12  à   45 mètres. Cette ZNIEFF correspond à un complexe de prairies pâturées, de cultures intensives et de quelques bois[27].

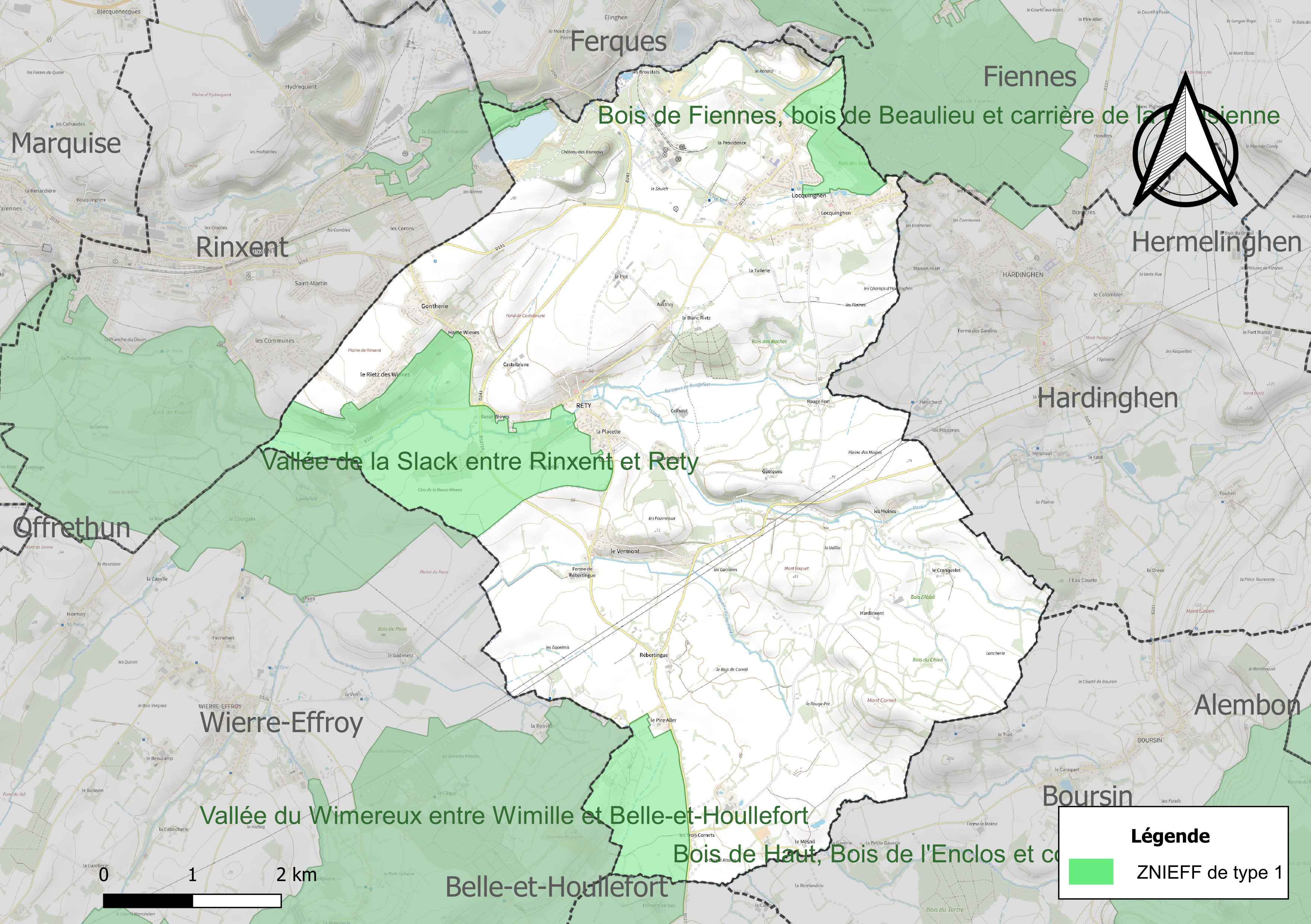
Carte des ZNIEFF sur la commune.

#### Espèces faunistiques et floristiques
L’Inventaire national du patrimoine naturel (INPN) recense plusieurs espèces faunistiques et floristiques sur le territoire de la commune dont certaines sont protégées et d’autres menacées et quasi-menacées.

## Urbanisme

### Typologie
Au 1er janvier 2024, Rety est catégorisée bourg rural, selon la nouvelle grille communale de densité à sept niveaux définie par l'Insee en 2022.
Elle est située hors unité urbaine. Par ailleurs la commune fait partie de l'aire d'attraction de Boulogne-sur-Mer, dont elle est une commune de la couronne,. Cette aire, qui regroupe 80 communes, est catégorisée dans les aires de 50 000 à moins de 200 000 habitants,.

### Occupation des sols
L'occupation des sols de la commune, telle qu'elle ressort de la base de données européenne d’occupation biophysique des sols Corine Land Cover (CLC), est marquée par l'importance des territoires agricoles (91,2 % en 2018), une proportion sensiblement équivalente à celle de 1990 (91,8 %). La répartition détaillée en 2018 est la suivante :
terres arables (61,2 %), zones agricoles hétérogènes (27,3 %), milieux à végétation arbustive et/ou herbacée (2,9 %), mines, décharges et chantiers (2,8 %), prairies (2,7 %), zones urbanisées (2,6 %), forêts (0,5 %).
L'IGN met par ailleurs à disposition un outil en ligne permettant de comparer l’évolution dans le temps de l’occupation des sols de la commune (ou de territoires à des échelles différentes). Plusieurs époques sont accessibles sous forme de cartes ou photos aériennes : la carte de Cassini (XVIIIe siècle), la carte d'état-major (1820-1866) et la période actuelle (1950 à aujourd'hui).

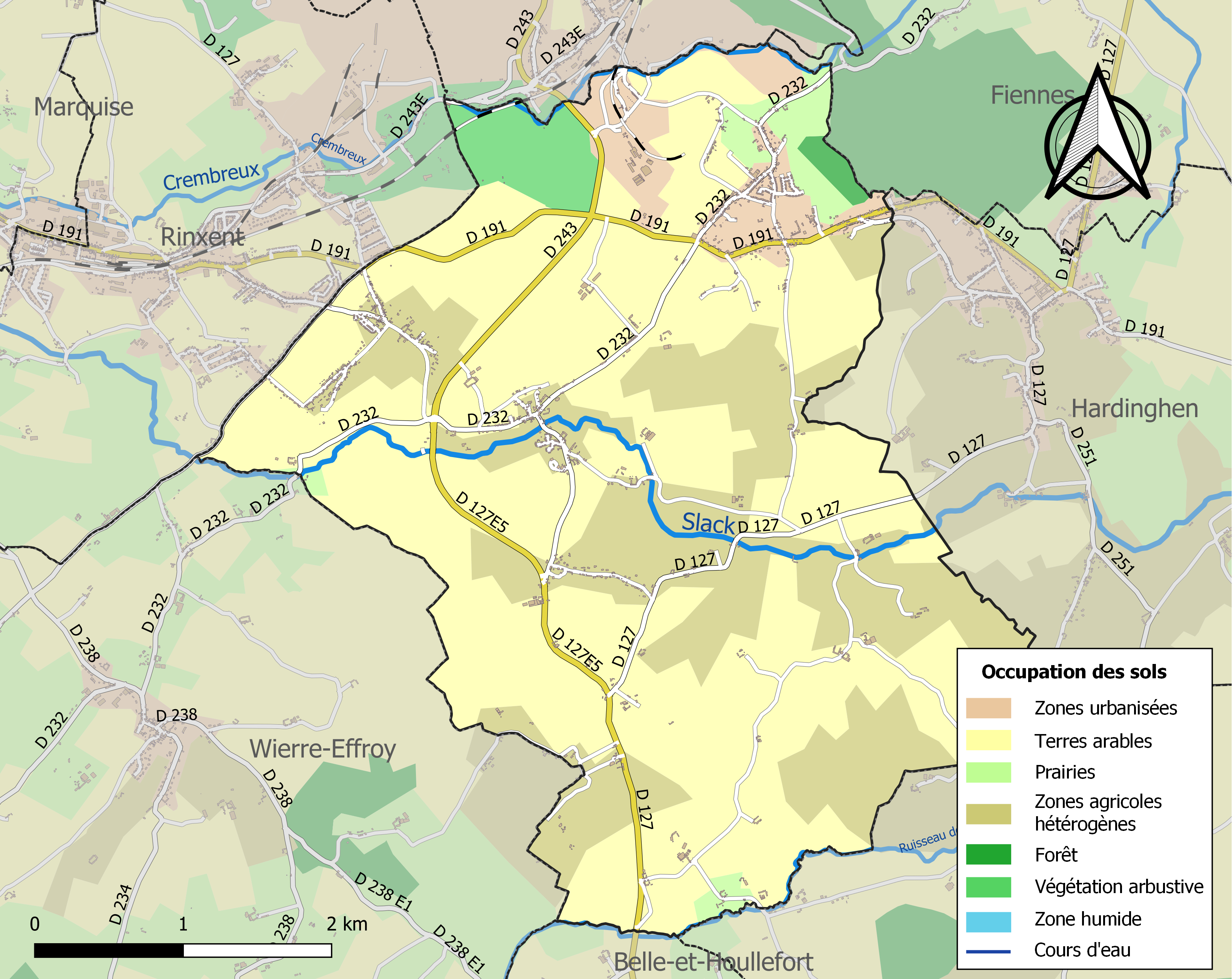
Carte de l'occupation des sols de la commune en 2018 (CLC).

### Lieux-dits, hameaux et écarts
Cette commune recense de nombreux ieux-dits, hameaux et écarts : Austruy ; les Barreaux ; Azuingue ; Blanc Rietz ; les Carrières ; Château-Bricon ; Guelque ; Hardinxent ; Locquinghen ; le Mesnil ; les Moines ou le Moulin des Moines ; le Mont Cornet ; la Rebertingue ; Rougefort ; les Trois Cornets et Wioves.

### Voies de communication et transports
La commune est proche de la gare du Haut-Banc (4 km), sur la commune de Ferques, située sur la ligne de chemin de fer de Boulogne-Ville à Calais-Maritime et desservie par des trains TER Hauts-de-France.

### Risques naturels et technologiques
À la suite du passage des tempêtes Ciarán, Domingos et Elisa et des inondations et coulées de boue qui se sont produites, la commune est reconnue, par arrêté du 14 novembre 2023, en état de catastrophe naturelle pour inondations et coulées de boue sur la période du 2 au 12 novembre 2023, comme 179 autres communes du département.

## Toponymie
Le nom de la localité est attesté sous les formes Reetseke en 1130 ; Rethi, Resthi en 1133 ; Resti en 1160 ; Reteke en 1234 ; Resty vers 1512 ; Rety en 1793 et depuis 1801. Au 1er janvier 2014, le nom de la commune est officiellement orthographié « Rety », même si localement, l'orthographe « Réty » est utilisée.
Ce nom viendrait de l'anthroponyme romain Restus suivi du suffixe -acum « domaine », donnant le « domaine de Restus ».
Le nom s'écrit Reetseke en flamand.
Rébertingue, hameau dont le nom est attesté sous les formes Rumertenges (1286), Rebertengues (1415), Robertenghe (1492), Rebretengues (XVe siècle), Rebretencques (1512), Robretengles (vers 1743), Robertingue (1756), La Rebertingue (XVIIIe siècle).
Toponyme formé de l'anthroponyme germanique Rumhart suivi du suffixe -ingen « gens de » francisé en ingue.

## Histoire
Des sépultures antiques sont découvertes à Rety en 1833.
Une motte situé sur la commune, au lieu-dit Blanc Riez, contenait des ossements, notamment une tête avec des restes d'armure, laissant présumer que la motte était un tumulus.
Après 1237, le seigneur d'Austruy, sur la commune actuelle de Rety, était un des quatre connétables et pairs héréditaires du comté de Boulogne. En 1868-1869, il ne restait du château d'Austruy qu'une partie des murs, des fossés et un étang.
Enguerrand de Bournonville, dit « Gamot », seigneur de Château-Briçon, sur la commune actuelle de Rety, combat et trouve la mort lors de la bataille d'Azincourt en 1415.
D'après l'historien français Auguste de Loisne : « Réty, en 1789, faisait partie de la sénéchaussée de Boulogne, ancien ressort judiciaire du bailliage de Londefort et suivait la coutume de Boulonnais. Son église paroissiale, d’abord diocèse de Thérouanne, puis de Boulogne, doyenné de Boulogne, était consacrée à saint Martin ; l’évêque de Boulogne conférait la cure. »

### Bassin minier du Boulonnais
La commune se situe dans l'ancien bassin minier du Boulonnais où la houille est exploitée entre 1692 et 1950, soit durant plus de deux siècles.

## Politique et administration

### Découpage territorial
La commune se trouve dans l'arrondissement de Boulogne-sur-Mer du département du Pas-de-Calais.

#### Commune et intercommunalités
La commune est membre de la communauté de communes de la Terre des Deux Caps qui regroupe 21 communes et totalise 22 332 habitants en 2021.

#### Circonscriptions administratives
La commune est rattachée au canton de Desvres.

#### Circonscriptions électorales
Pour l'élection des députés, la commune fait partie de la sixième circonscription du Pas-de-Calais.

## Population et société

### Démographie
Les habitants sont appelés les Restusiens.

#### Évolution démographique
L'évolution du nombre d'habitants est connue à travers les recensements de la population effectués dans la commune depuis 1793. Pour les communes de moins de 10 000 habitants, une enquête de recensement portant sur toute la population est réalisée tous les cinq ans, les populations de référence des années intermédiaires étant quant à elles estimées par interpolation ou extrapolation. Pour la commune, le premier recensement exhaustif entrant dans le cadre du nouveau dispositif a été réalisé en 2007.

En 2022, la commune comptait 2 050 habitants, en évolution de −1,91 % par rapport à 2016 (Pas-de-Calais : −0,72 %, France hors Mayotte : +2,11 %).
| 1793  | 1800  | 1806  | 1821  | 1831  | 1836  | 1841  | 1846  | 1851  |
| ----- | ----- | ----- | ----- | ----- | ----- | ----- | ----- | ----- |
| 1 002 | 1 040 | 1 165 | 1 139 | 1 286 | 1 314 | 1 368 | 1 466 | 1 533 |

| 1856  | 1861  | 1866  | 1872  | 1876  | 1881  | 1886  | 1891  | 1896  |
| ----- | ----- | ----- | ----- | ----- | ----- | ----- | ----- | ----- |
| 1 665 | 1 653 | 1 833 | 1 753 | 2 537 | 2 410 | 2 007 | 1 552 | 1 381 |

| 1901  | 1906  | 1911  | 1921  | 1926  | 1931  | 1936  | 1946  | 1954  |
| ----- | ----- | ----- | ----- | ----- | ----- | ----- | ----- | ----- |
| 1 383 | 1 396 | 1 422 | 1 574 | 1 602 | 1 602 | 1 616 | 1 520 | 1 518 |

| 1962  | 1968  | 1975  | 1982  | 1990  | 1999  | 2006  | 2007  | 2012  |
| ----- | ----- | ----- | ----- | ----- | ----- | ----- | ----- | ----- |
| 1 622 | 1 633 | 1 617 | 1 707 | 1 809 | 1 924 | 1 918 | 1 917 | 2 082 |

| 2017  | 2022  | - | - | - | - | - | - | - |
| ----- | ----- | - | - | - | - | - | - | - |
| 2 096 | 2 050 | - | - | - | - | - | - | - |

#### Pyramide des âges
En 2018, le taux de personnes d'un âge inférieur à 30 ans s'élève à 39,5 %, soit au-dessus de la moyenne départementale (36,7 %). À l'inverse, le taux de personnes d'âge supérieur à 60 ans est de 18,6 % la même année, alors qu'il est de 24,9 % au niveau départemental.
En 2018, la commune comptait 1 039 hommes pour 1 061 femmes, soit un taux de 50,52 % de femmes, légèrement inférieur au taux départemental (51,50 %).
Les pyramides des âges de la commune et du département s'établissent comme suit.
| Hommes | Classe d’âge | Femmes |
| ------ | ------------ | ------ |
| 0,1    | 90 ou +      | 0,8    |
| 3,0    | 75-89 ans    | 6,2    |
| 13,4   | 60-74 ans    | 13,8   |
| 20,6   | 45-59 ans    | 20,0   |
| 21,7   | 30-44 ans    | 21,6   |
| 17,0   | 15-29 ans    | 15,7   |
| 24,3   | 0-14 ans     | 22,1   |

| Hommes | Classe d’âge | Femmes |
| ------ | ------------ | ------ |
| 0,5    | 90 ou +      | 1,6    |
| 5,6    | 75-89 ans    | 8,9    |
| 16,7   | 60-74 ans    | 18,1   |
| 20,2   | 45-59 ans    | 19,2   |
| 18,9   | 30-44 ans    | 18,1   |
| 18,2   | 15-29 ans    | 16,2   |
| 19,9   | 0-14 ans     | 17,9   |

## Économie

### Bassin carrier de Marquise
La commune est située dans le bassin carrier de Marquise. Ce bassin carrier est exploité, en 2025, par quatre entreprises : la société des carrières du Boulonnais créée en 1896 (granulats), la société des carrières de la Vallée Heureuse, créée en 1842 (granulats calcaire et pierre et marbre de marquise), la société des carrières de Stinkal (sables et de granulats) et la société magnésie et dolomie de France (pierres ornementales et de construction, de calcaire industriel, de gypse, de craie et d'ardoise). La société des carrières Randon (calcaire industriel, de gypse et de craie) a cessé d'exister en 1996. La production annuelle du site est de dix millions de tonnes de granulats et de 57 millions de m3 de materiaux stériles.
Ce site qui s'étend sur 2 500 hectares, concerne neuf communes : Caffiers, Ferques, Fiennes, Landrethun-le-Nord, Leubringhen, Leulinghen-Bernes, Marquise, Rety, et Rinxent. Il a la particularité de se trouver au sein du parc naturel régional des Caps et Marais d'Opale.  
En 1994, pour une durée de vingt ans, un « plan de paysage de bassin carrier de Marquise » est signé entre les sociétés exploitant les carrières, les neuf communes concernées, le parc naturel régional et les pouvoirs publics. L'objectif de ce plan est que le bassin carrier ait « les mêmes allures et pentes que les collines naturelles du Boulonnais et une base boisée avec des essences locales. Leur sommet restant en landes, milieu à la biodiversité exceptionnelle ». En 2014, un plan réactualisé est de nouveau signé par les différents acteurs pour une durée de 30 ans,.
C'est dans ce bassin carrier qu'est extrait le « marbre Lunel » pour la restauration du sol de la cathédrale Notre-Dame de Paris à la suite de l'incendie.

## Culture locale et patrimoine

### Lieux et monuments
- L'église Saint-Martin. Cette église fait l’objet d’un classement au titre des monuments historiques depuis le 10 septembre 1913[58],[59].
- Les deux monuments aux morts, un près de l'église et un dans l'église[60].

### Gastronomie
Sur la commune est fabriqué le fromage le Ch'ti Crémeux.

### Héraldique
| Blason de Rety | Blason  | D'argent à dix losanges de gueules ordonnés 3, 2, 3 et 2.       |
| Blason de Rety | Détails | Armes de la famille de Rety (ou Resty). Utilisé par la commune. |

## Pour approfondir

#### Bases de données, dictionnaires et encyclopédies
- Ressources relatives à la géographie :   - Insee (communes)
  - Ldh/EHESS/Cassini
- Ressource relative à plusieurs domaines :   - Annuaire du service public français
- Notices d'autorité :   - VIAF
  - IdRef